# Avenue Carnot (Paris)
Pour les articles homonymes, voir Avenue Carnot.
Ne doit pas être confondu avec Boulevard Carnot dans le 12e arrondissement de Paris.
L'avenue Carnot est une voie située dans le quartier des Ternes dans le 17e arrondissement de Paris. 

## Situation et accès
L'avenue Carnot est la moins longue des douze avenues qui partent en étoile de la place Charles-de-Gaulle. Elle est bordée de paulownias qui en font une singularité colorée lors de leur floraison au printemps.

## Origine du nom

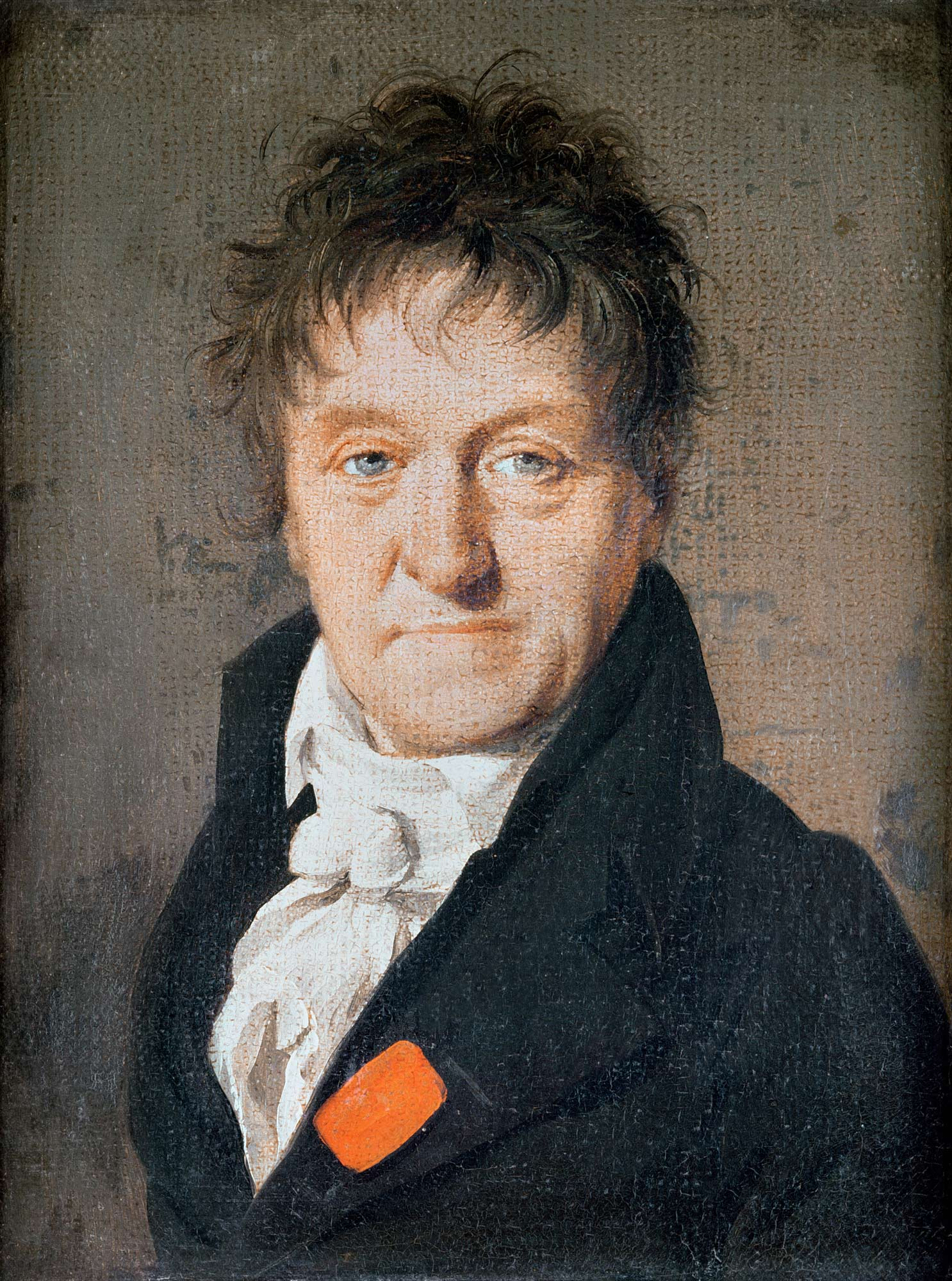
Lazare Carnot par Louis Léopold Boilly.

Cette avenue doit son nom au général Lazare Nicolas Marguerite Carnot, « général, homme d'État et savant français », membre de la Convention nationale, il est surnommé l'organisateur de la victoire de 1793 ou « le grand Carnot ».
Un boulevard Carnot lui est également dédié dans le quartier du Bel-Air dans la périphérie du 12e arrondissement et donc diamétralement à l'opposé de l'avenue Carnot.
Il existe également une villa Carnot qui est une impasse proche de la place des Fêtes dans le 19e arrondissement. Elle a été rebaptisée villa Sadi-Carnot et est dédiée au petit-fils de Lazare, qui fut président de la République de 1887 à 1894, date de son assassinat.

## Historique

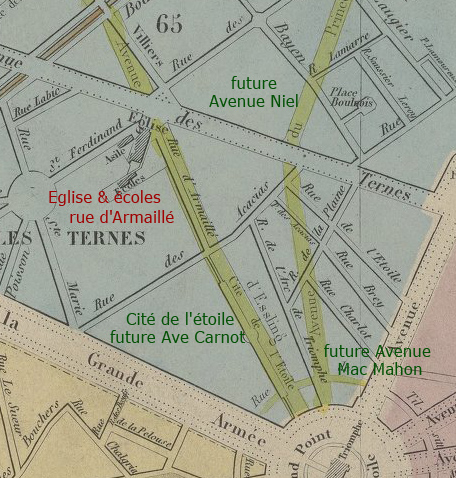
Cité de l’Étoile selon le plan Andriveau-Goujon de 1866.
Projet de l'avenue d'Essling, future avenue Carnot.

L'avenue Carnot se prolonge vers le nord par la rue d’Armaillé, bien plus étroite et plus ancienne, car elle fut ouverte dès 1840 sur la propriété du marquis d'Armaillé.
L'avenue Carnot n’était pas tracée à l’époque, et à son emplacement se construisit la Cité de l'Étoile dont, en 1849, un auteur dit « petit passage étroit et escarpé qui fait suite à la rue d'Armaillé, et conduit au rond-point de l'Étoile ; les propriétaires de cette cité doivent regretter que les plans en aient été arrêtés sur des bases si peu étendues ; car en suivant les dessins primitivement tracés avec plus de largeur et moins de raideur dans la rampe, on aurait fait une rue accessible aux voitures, et par conséquent commerçante, active et passagère : il y aurait eu double profit pour le public et les particuliers ».
Pour la symétrie de la place de l’Étoile, on ouvrit en 1854 la partie située entre la place et la rue de Tilsitt, sous le nom de « avenue d'Essling ».
Il faut attendre 1867 pour que l'avenue soit prolongée jusqu'à la rue des Acacias en faisant disparaitre la Cité de l’Étoile. Le projet d'une grande et longue avenue d'Essling allant au-delà de l'avenue des Ternes ne vit jamais le jour.
En 1880, elle est rebaptisée « avenue Carnot ». Aujourd'hui encore, l'avenue Carnot se termine en venant de l’Étoile par la rue d'Armaillé qui forme un entonnoir significatif de l'inachèvement du tracé urbanistique.

## Bâtiments remarquables et lieux de mémoire

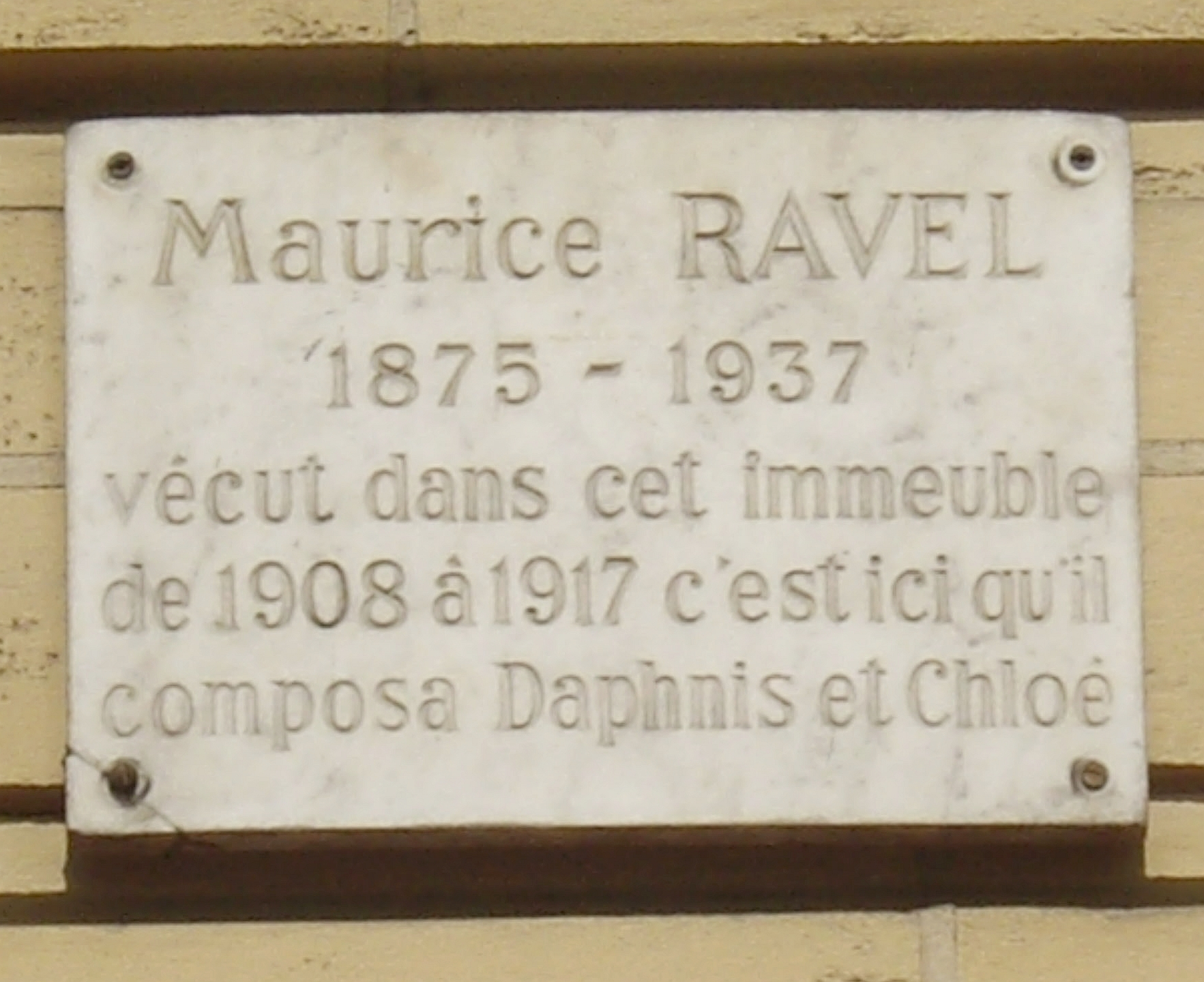
Plaque du no 4.

- No 4 : ici résida Maurice Ravel entre 1908 et 1917. Ravel exprima son bonheur de cet appartement dans une de ses lettres : « […] une vue magnifique, un appartement délicieux, tout prêt, même l'électricité[5]. » Il composa ici quelques-unes de ses œuvres majeures dont Ma mère l'Oye, Valses nobles et sentimentales, Trois poèmes de Stéphane Mallarmé et le ballet Daphnis et Chloé cité sur la plaque commémorative[6]. L'amiral Palma Gourdon y est mort en 1913.
- No 6 : dans cette maison, Juan Bautista Alberdi vécut ses derniers jours, ; c'était un précurseur de la pensée démocratique en Argentine et inspirateur de sa constitution. Plaque « En hommage du peuple et du gouvernement de son pays en commémoration du centenaire de sa mort en ce lieu  le 19 juin 1884 ».
- No 20 : pension de famille tenue par Marguerite Toucas[7], la mère de Louis Aragon, où celui-ci résida entre 1899 et 1904[8].

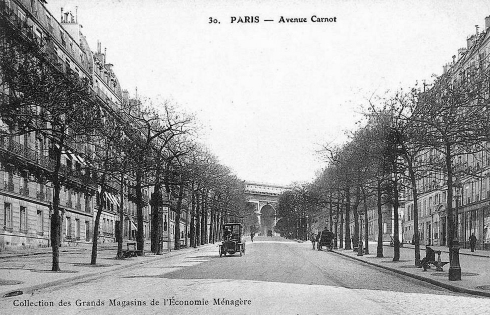
La circulation, avenue Carnot, vers 1900.

### Plantation ornementale
Louis Aragon, dont la mère tenait une pension au début du XXe siècle dans cette avenue, l'a décrite comme « l'avenue aux catalpas ». En réalité, l'avenue Carnot est bordée de paulownias dont les fleurs violettes mellifères ont une odeur de violette et ressemblent à celles du catalpa.

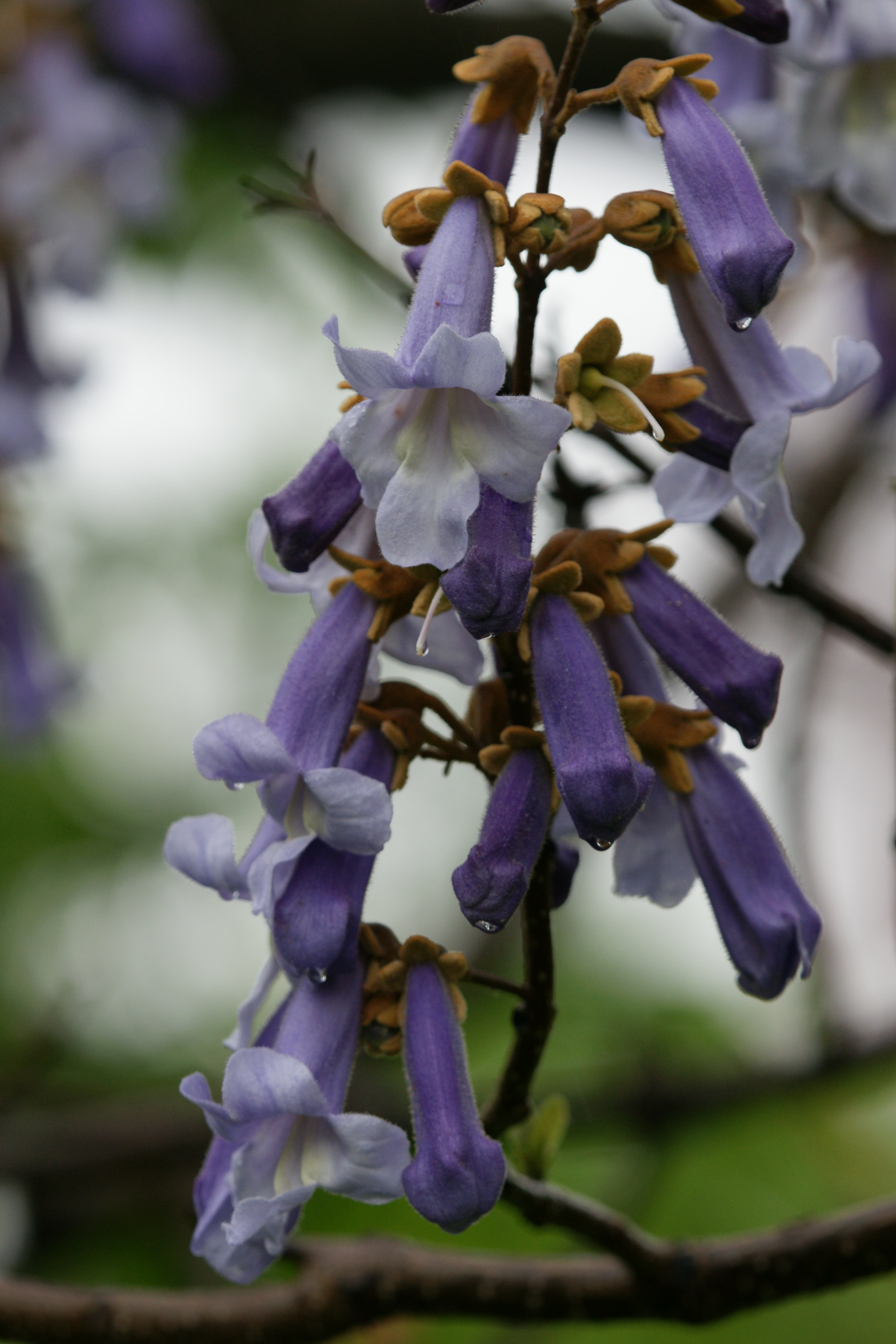
Une grappe de fleurs de paulownia.

Des habitants de l'avenue disent que la floraison avait quasiment disparu dans les années 1960. La construction du parking sous l'avenue, en préservant les arbres, a dû améliorer l'irrigation et la floraison est revenue plus splendide qu'avant.[réf. nécessaire]